# شب البوتاسيوم
كبريتات الألومنيوم والبوتاسيوم أو شب البوتاسيوم، وهي كبريتات مضاعفة لها الصيغة المجملة AlKO8S2 والصيغة المفصلة لها KAl(SO4)2، وتكون على شكل بلورات شفافة عديمة اللون، تتميز بأنها صلبة وذات تشكيل ثماني وجوه.

## الخواص
- تزداد انحلالية مركب شب البوتاسيوم بشكل كبير مع رفع درجة الحرارة (عند 20°س ينحل 120 غ، عند 80°س ينحل حوالي 2 كغ لكل ليتر)، لكنه لا ينحل في الإيثانول.
- محاليل شب البوتاسيوم المائية لها صفة حمضية نتيجة الحلمهة.
- ينصهر شب البوتاسيوم عند حوالي 100°س.

## التحضير
يحضر تقنياً من حل فلز البوكسيت الحاوي على هيدروكسيد الألومنيوم في حمض الكبريت ثم إضافة كمية مكافئة من كبريتات البوتاسيوم، حيث يترسب بالنهاية مركب شب البوتاسيوم بالتبريد.

## الاستخدامات
من التطبيقات العملية لهذا المركب:
- تستخدم شب البوتاسيوم في صالونات الحلاقة لوقف نزيف الدم.
- تستخدم كمزيل طبيعي لرائحة العرق من خلال تثبيط وكبح نمو البكتريا المسؤلة عن إصدار رائحة العرق.